# Tyrolsberg (Berngau)
Tyrolsberg ist ein Ortsteil der Gemeinde Berngau im Landkreis Neumarkt in der Oberpfalz in Bayern.

## Geschichte
Registerbücher des Klosters Seligenporten aus dem Jahr 1210 belegen die Existenz des Ortes zum damaligen Zeitpunkt. Eine Tafel in der Nähe der Sulzquellen besagt folgendes: "Am 22. Februar 1270 wurde der Ort in den Unterlagen des Klosters Seligenporten erstmals erwähnt. Damals bestand der Ort aus zweieinhalb Höfen." Tyrolsberg bildete zunächst zusammen mit den Ortsteilen Woffenbach und Rittershof eine selbstständige Gemeinde.
Im November 1971 fand in Woffenbach eine Abstimmung statt, die das Ergebnis brachte, dass die 127 Bürger des Ortsteils Tyrolsberg sich in die Gemeinde Berngau eingliederten. Die Übernahme von Tyrolsberg in die Gemeinde Berngau fand am 1. Juli 1972 statt. Tyrol ist der englische Begriff für Tirol. Das Wort Tirol ist vorrömischen Ursprungs und stammt möglicherweise von einem Geländenamen, der anschließend auf Schloss Tirol und Dorf Tirol sowie zuletzt das gesamte Herrschaftsgebiet der Grafen von Tirol überging. Tirol löste sich vom 11. bis zum 13. Jahrhundert vom bayerischen Stammesherzogtum.

## Geografie
Das Dorf liegt ca. 51⁄2 km westlich der Stadtmitte von Neumarkt in der Oberpfalz am Südhang des Tyrolsberges (Fränkische Alb). Die aus Neumarkt kommende Kreisstraße NM24 durchquert den Ort im Norden. 
Die Sulz entspringt auf etwa 517 m ü. NHN etwas nördlich der Siedlungsgrenze von Tyrolsberg. Etwa 600 m östlich der Ortsgrenze liegt die Quelle des Altweihergrabens. Nordwestlich befindet sich Postbauer-Heng, nordöstlich Rittershof, östlich Woffenbach und etwa 3 km südlich der Hauptort Berngau. Das Dorf liegt an der Europäischen Hauptwasserscheide; das Wasser der nördlichen Flur fließt über Schwarzach, Rednitz, Regnitz, Main und schließlich Rhein in die Nordsee, das der südlichen gelangt dagegen über Sulz, Altmühl und Donau ins Schwarze Meer.

## Kirche

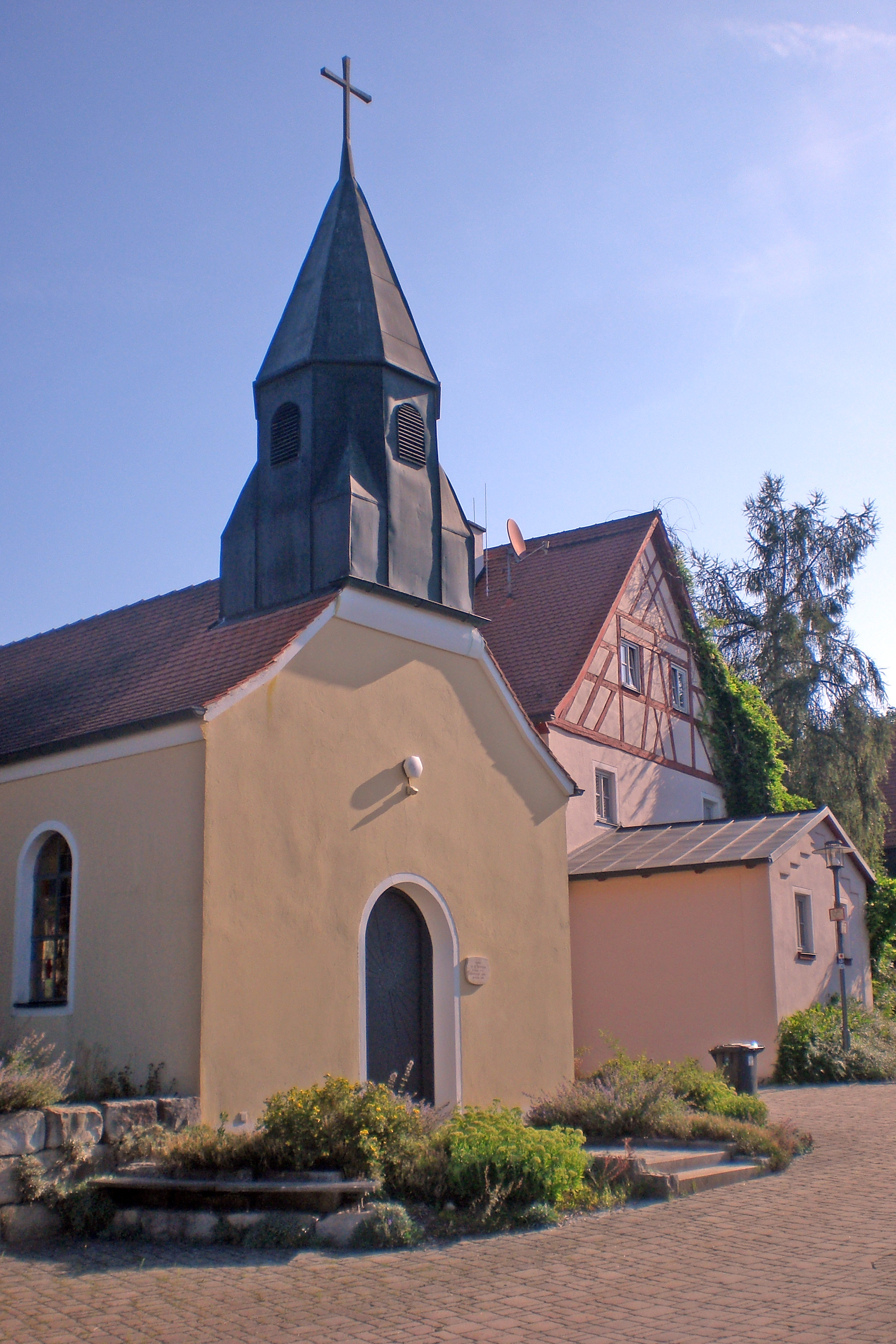
Ortskapelle (2024)

Bereits im Jahr 1778 war eine römisch-katholische Kapelle vorhanden. Darüber ist nur bekannt, dass hierfür ein Kreuzweg und eine Glocke genehmigt wurden. Eine neue Kapelle wurde schließlich 1898 aus Gemeindemitteln an derselben Stelle errichtet. 1978 erhielt das Kirchlein anlässlich des 100-jährigen Gründungsfest der Freiwilligen Feuerwehr Tyrolsberg im Zuge einer umfangreichen Außenrenovierung einen Turm und ein neues Kupferdach. In ihrer heutigen Form besteht die Kapelle, die der Heiligsten Dreifaltigkeit geweiht ist, seit dem Jahr 1988. Sie gehört zum Bistum Eichstätt und ist einziges Objekt in der Liste der Baudenkmäler in Tyrolsberg.

## Wirtschaft
In Tyrolsberg befindet sich eine Spenglerei, ein Reiterhof, ein Ingenieurbüro für technische Fachplanung und Ingenieurdesign und mehrere landwirtschaftliche Betriebe.